# Concordia, Missouri
Concordia är en stad (city) i Lafayette County i Missouri. Vid 2010 års folkräkning hade Concordia 2 450 invånare.